# Regione di Adamaoua
La regione di Adamaoua o di Adamawa (ufficialmente Région de l'Adamaoua in francese, Adamawa Region in inglese) è una delle 10 regioni del Camerun. Il capoluogo è la città di Ngaoundéré.

## Geografia fisica
La regione è situata nella parte centrale del paese e confina a nord con la regione del Nord, a est con la Repubblica Centrafricana, a sud-est con la regione dell'Est, a sud-ovest con la regione Centrale, a ovest con la Nigeria, la regione del Nordovest e la regione dell'Ovest.

## Storia
La regione, fu costituita come provincia nel 1983 con la suddivisione della precedente provincia Nord/North nelle province di Adamaoua/Adamawa, Estremo Nord e Nord.
Il 12 novembre 2008 la provincia è stata sostituita dalla regione.

## Geografia antropica

### Suddivisioni amministrative
La regione è divisa in 5 dipartimenti.
| Dipartimento | Capoluogo  |  |
| Djérem       | Tibati     |  |
| Faro-et-Déo  | Tignère    |  |
| Mayo-Banyo   | Banyo      |  |
| Mbéré        | Meiganga   |  |
| Vina         | Ngaoundéré |  |